# Bathythrix texana
Bathythrix texana là một loài tò vò trong họ Ichneumonidae.